# Au Foin de la Rue
Au Foin De La Rue est une association culturelle basée à Saint-Denis-de-Gastines en Mayenne.
Son activité se découpe en 3 pôles : Le festival, la saison et la ressourcerie.

## Historique
L'histoire de l'association commence avant sa création, dans les années 1990, alors que les futurs fondateurs organisent chaque année une fête de la musique dans les rues du village, mêlant scénographie, arts de la rue et musiques actuelles. 3 disciplines qui resteront prégnantes au sein du festival.
L'association et le festival naissent en 2000. La première édition rassemble 4 000 spectateurs venus écouter les seize groupes présents parmi lesquels Flor del Fango et Le Maximum Kouette en tête d'affiche.

## Activités
Si le festival est l'activité principale de l'association et son projet phare, à partir de 2013, les actions et événements annexes se développent.

### Festival
Éthique et éclectique, il propose une programmation variée allant du rap, au reggae, en passant par les musiques du monde, l'électro ou la pop. Son ambition est de mixer les publics et les générations. Les 3 scènes permettent de proposer des projets artistiques parfois plus confidentiels pour susciter découverte et curiosité. Il a su faire sa réputation en appliquant ses valeurs liées au développement durable notamment au travers de l'accès pour tous (trophée accessibilité en 2014), la prévention des risques (prix Monte Ta Soirée en 2019 et 2022) et l'environnement. Il a lieu chaque premier week-end (complet) de juillet. Il comprend un site payant où l'on peut découvrir plus d'une vingtaine d'artistes sur deux jours (vendredi et samedi), de son camping et d'espaces gratuits dans le bourg le samedi après-midi où l'on découvre des spectacles d'arts de rue, ateliers d'improvisation, dj set, et animations.
Jusqu'en 2009, le festival accueille environ 8 000 personnes sur un week-end.
Pour les dix ans et l'édition 2009, le pari a été pris de doubler la taille du festival dont la capacité d'accueil est passée à 17 000 personnes sur le week-end : plusieurs éditions, y compris après 2009, étaient complètes. 
L'édition 2019 est décevante : le programme est critiqué par le public et le festival enregistre un déficit de 100 000 € à cause d'un trop faible nombre de places vendues. L'association décide alors de se concentrer sur le festival estival en annulant l'édition hivernale appelée Les Foins d’Hiver et en réduisant le nombre de scènes l'été.
En 2022, après deux années sans festival du fait de la pandémie de Covid-19, le festival rassemble 15 000 personnes. À partir de cette édition, les organisateurs du festival annoncent qu'ils ne diffuseront plus leur chiffre de fréquentation, arguant que « ces chiffres, aussi imprécis qu’ils peuvent être, ne déterminent en rien notre réussite : ni économique, ni sociale, ni culturelle et encore moins environnementale ».
La saison propose une série d'événements tout au long de l'année : Au Foin De La Lune, le Barathon, Pain Beurre Tempo, Les Foins d'hiver jusqu'en 2017... afin de proposer une offre culturelle à l'année sur son territoire.

#### Fréquentation
- 2015 : 18 000[5]
- 2017 : 16 000[6]
- 2018 : 16 000 (dont 13 000 entrées payantes)[7]
- 2019 : 13 000[8]
- 2022 : 15 000[3]

### Ressourcerie
La ressourcerie regroupe des services de location de matériels événementiels, des formations bénévoles et de l'accompagnement aux organisateurs d'événements.

### Éducation populaire
Enfin, elle fonde son organisation sur les principes de l'éducation populaire et défend une organisation bénévole forte. Impliqués de la conception à l'organisation des projets, les habitants du territoire ont une place importante dans son projet social. En effet, l'association est agréée Espace de Vie Social par la CAF et propose de nombreuses actions sociales et culturelles mobilisant plus de 30 structures scolaires, sociales et médico-sociales. C'est dans le cadre de ces projets qu'elle crée, en 2016, un projet de chorale composée de résidents de cinq établissements d'hébergement pour personnes âgées dépendantes. Le groupe ainsi formé, Huguette The Power, se produira en divers lieu en complément du festival, jusqu'au-delà des frontières de la Mayenne avec une représentation au Grand Rex en 2018,.
Elle fédère plus de 1000 bénévoles sur son festival et une centaine à l'année. Elle est constituée d'un bureau, d'un conseil d'administration, une trentaine de commissions bénévoles et une équipe de salarié.es professionnel.les.

### Tiers-lieu
En 2021, elle est devenue propriétaire d'un ancien garage agricole au cœur de son village qu'elle rénove pour créer La Station, un tiers-lieu labellisé Manufacture de proximité, où elle souhaite installer ses bureaux ainsi que des ateliers de construction mutualisés pour artisans, artistes et ses bénévoles scénographes. Ce lieu devrait ouvrir courant 2024.